# رامزلی، ووسترشر
رامزلی (به انگلیسی: Romsley) یک روستا و محله مدنی در بریتانیا است که در Bromsgrove واقع شده‌است. رامزلی ۱٬۶۰۱ نفر جمعیت دارد.